# Апеннинская культура

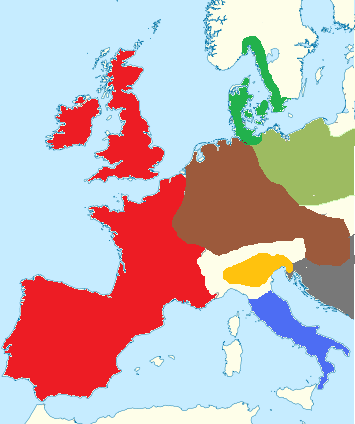
Аппенинская культура среди других археологических культур среднего бронзового века Европы. Выделена синим.

Апеннинская культура, или Бронзовый век Италии, — археологическая культура или комплекс сходных технологий центральной и южной Италии, существовавший в халколите и бронзовом веке в 16 — 12 вв. до н. э. Ей предшествовали культуры неолита, а наследовала — культура протовилланова.
Керамика апеннинской культуры — чёрная, полированная, с насечками, украшенная спиралями, меандрами, точками и полосами из точек. Она обнаружена на острове Иския вместе с керамикой позднеэлладского периода II и III, а также на острове Липари вместе с керамикой позднеэлладского периода IIIА, что позволяет отнести культуру к позднему бронзовому веку по критериям культур Греции и Эгейского бассейна.
Развитие апеннинской культуры делится на стадии: прото-, ранняя, средняя, поздняя и субапеннинская. Керамика протоапеннинской культуры встречается в более ранних слоях, чем позднелладская культура II; на ней отсутствуют насечки. Поскольку медный шлак, обнаруженный на Липари, по радиоуглеродной датировке относится к 3050±200 гг. до н. э., начало протоапеннинской стадии можно отнести к этому времени. Несмотря на это, в большинстве работ вся апеннинская культура (включая прото-стадию) датируется гораздо более поздним периодом, 1800—1200 гг. до н. э.
Находки сосудов, предназначенных для молока, позволяют предположить, что апеннинская культура занималась пастушеством, мигрировала в зависимости от сезона, её жители обитали во временных жилищах.
Умершие погребались в подземных могилах, располагавшихся рядом с каменными или земляными курганами, или же кремировались.
Апеннинская культура поддерживала отношения с крито-микенской культурой, откуда ввозилась керамика.